# 74. ročník udílení Zlatých glóbů
74. ročník udílení Zlatých glóbů se konal 8. ledna 2017 v hotelu Beverly Hilton v Beverly Hills, Los Angeles. Galavečer moderoval Jimmy Fallon. Hollywoodská asociace zahraničních novinářů vyhlásila nominace 12. prosince 2016. Cenu Cecila B. DeMilla za celoživotní přínos filmovému průmyslu získala Meryl Streepová.

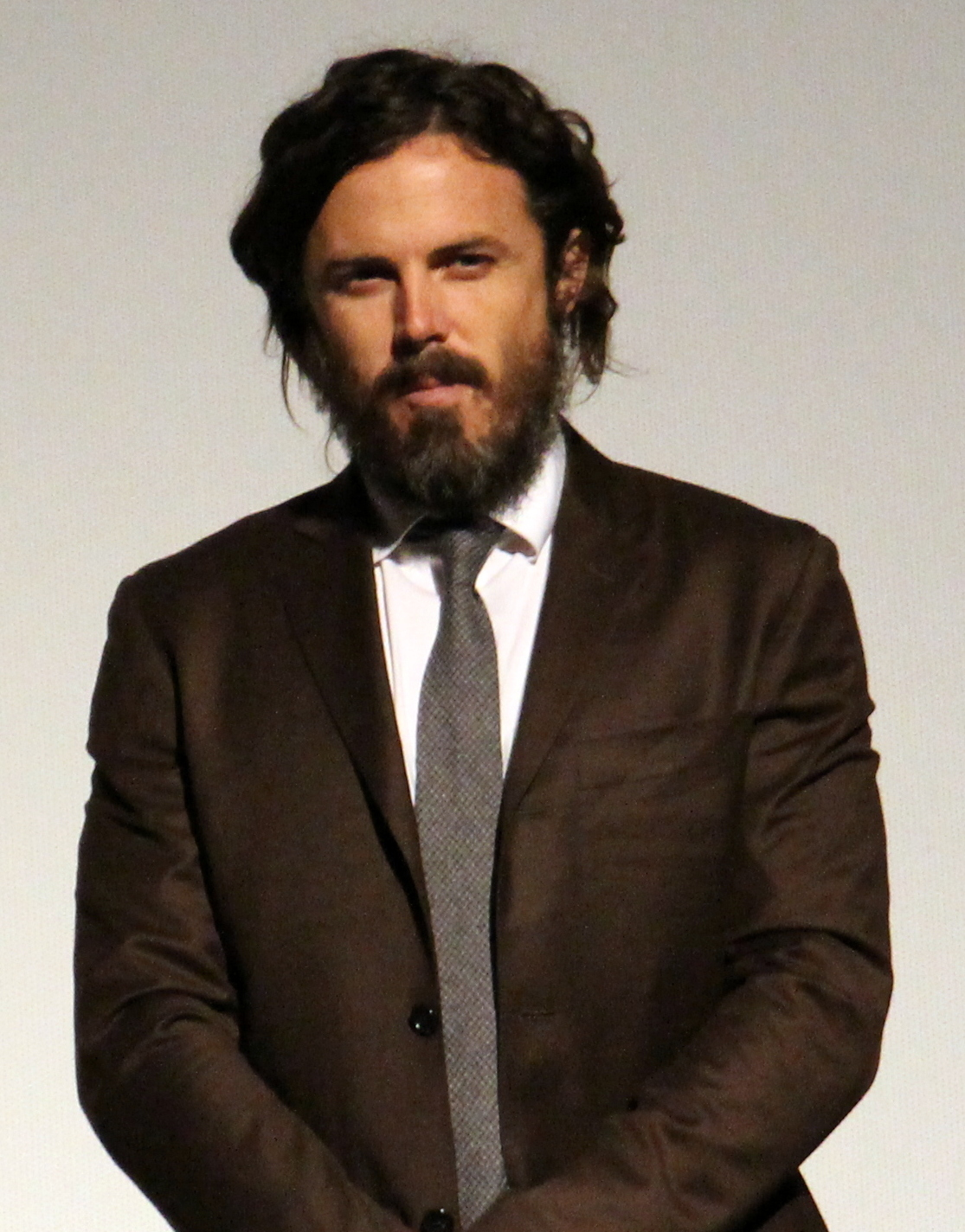
Casey Affleck vítěz v kategorii nejlepší mužský herecký výkon v hlavní roli – drama

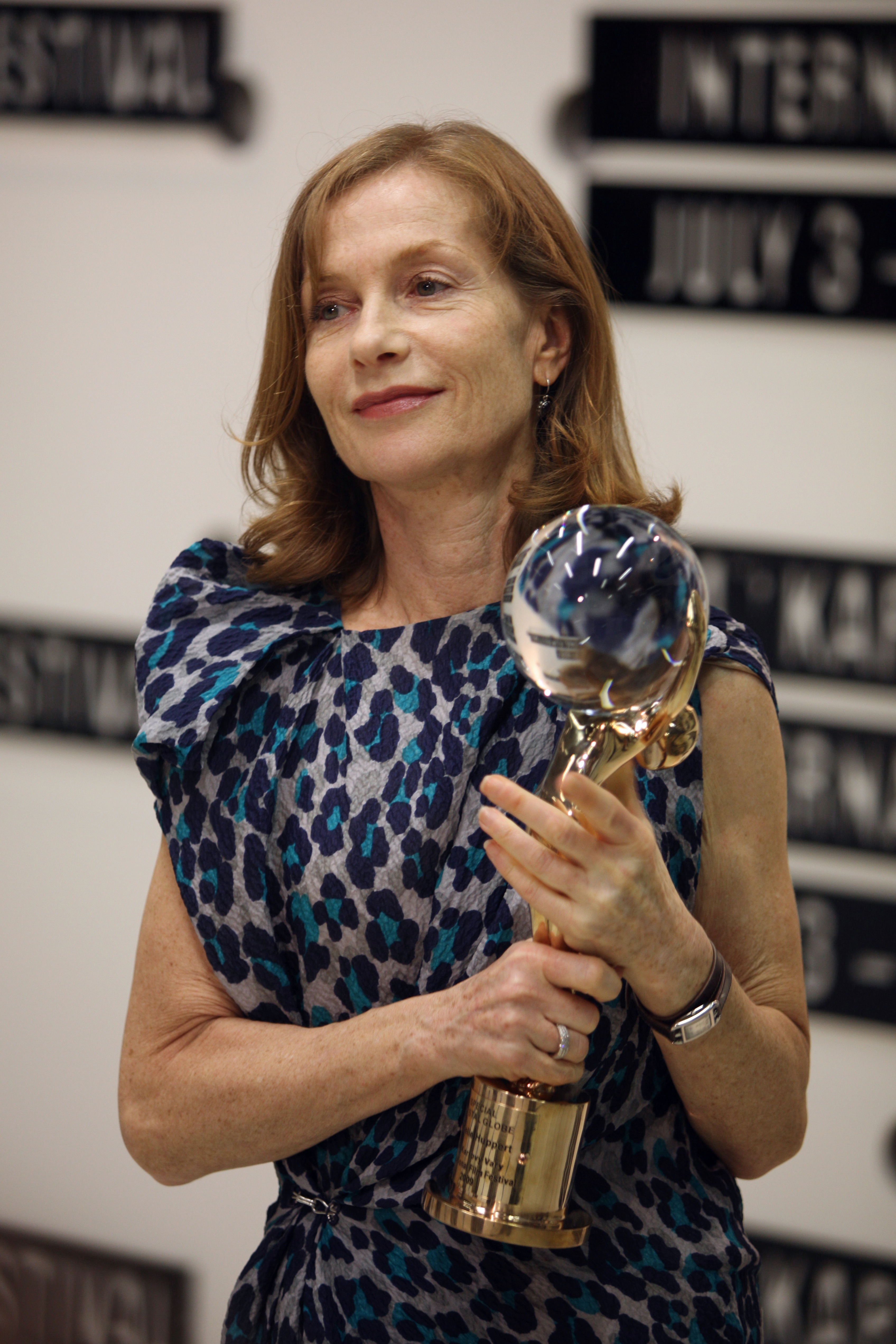
Isabelle Huppert vítězka v kategorii nejlepší ženský herecký výkon v hlavní roli – drama

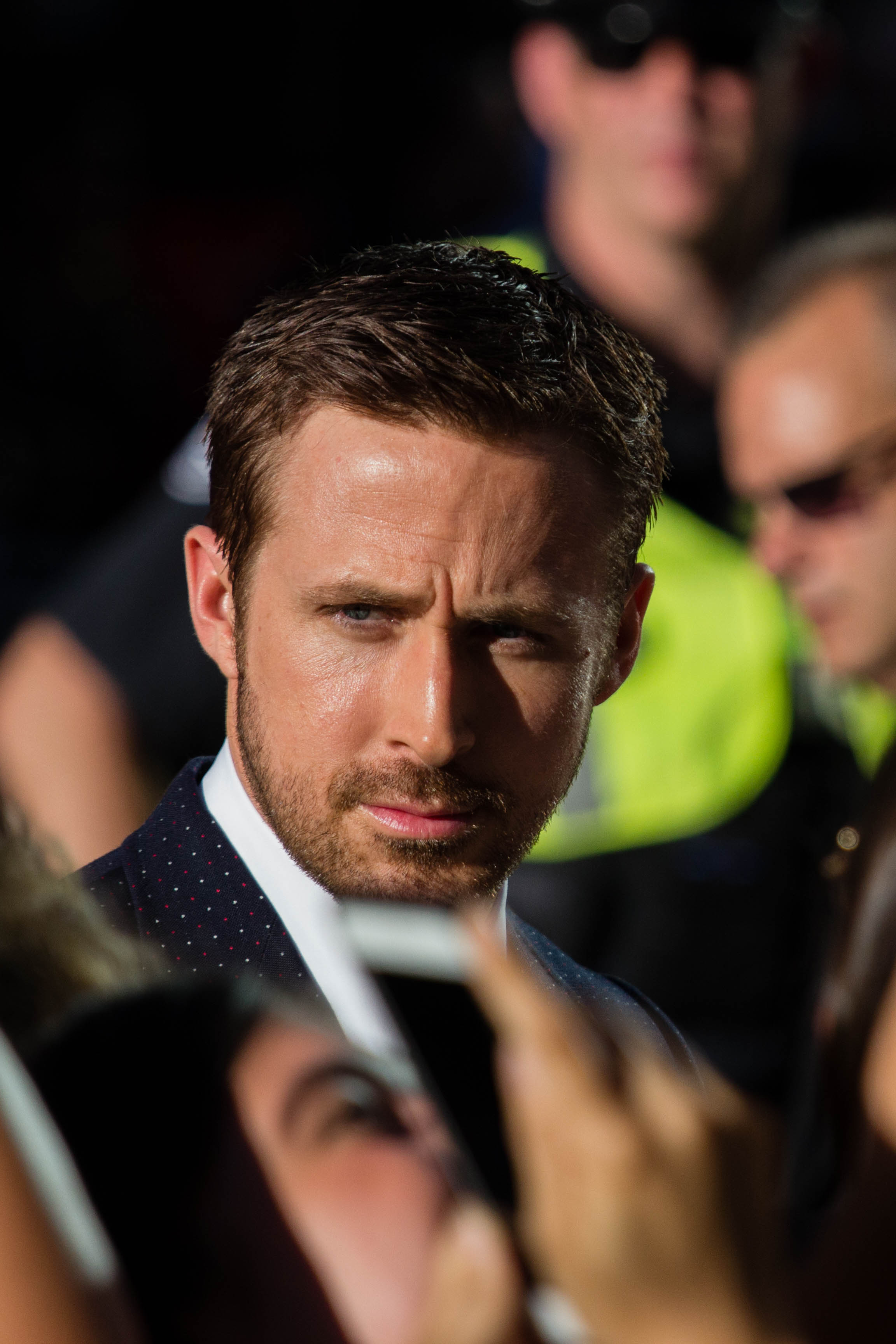
Ryan Gosling vítěz v kategorii nejlepší mužský herecký výkon v hlavní roli – muzikál/komedie

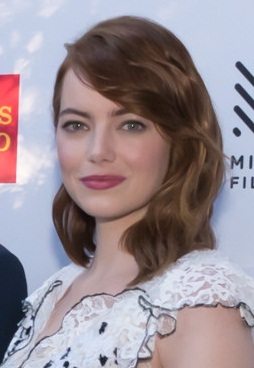
Emma Stoneová vítěz v kategorii nejlepší ženský herecký výkon v hlavní roli – muzikál/komedie

## Vítězové a nominovaní
Vítězové jsou vyznačeni tučně a uvedeni první v pořadí.

### Film
| Nejlepší film (drama) | Nejlepší film (muzikál nebo komedie) |
| --- | --- |
| - Moonlight - Hacksaw Ridge: Zrození hrdiny - Za každou cenu - Lion - Místo u moře | - La La Land - Ženy 20. století - Deadpool - Božská Florence - Sing Street |
| Nejlepší herec (drama) | Nejlepší (herečka drama) |
| - Casey Affleck – Místo u moře - Joel Edgerton – Loving - Andrew Garfield – Hacksaw Ridge: Zrození hrdiny - Viggo Mortensen – Tohle je náš svět - Denzel Washington – Ploty                            | - Isabelle Huppertová – Elle - Amy Adamsová – Příchozí - Jessica Chastainová – Případ Sloane - Ruth Negga – Loving - Natalie Portmanová – Jackie |
| Nejlepší herec (muzikál nebo komedie) | Nejlepší herečka (muzikál nebo komedie) |
| - Ryan Gosling – La La Land - Colin Farrell – Humr - Hugh Grant – Božská Florence - Jonah Hill – Týpci a zbraně - Ryan Reynolds – Deadpool                                                             | - Emma Stoneová – La La Land - Annette Beningová – Ženy 20. století - Lily Collins – Pravidla neplatí - Hailee Steinfeld – Hořkých sedmnáct - Meryl Streepová – Božská Florence |
| Nejlepší herec ve vedlejší roli | Nejlepší herečka ve vedlejší roli |
| - Aaron Taylor-Johnson – Noční zvířata - Mahershala Ali – Moonlight - Jeff Bridges – Za každou cenu - Simon Helberg – Božská Florence - Dev Patel – Lion                                               | - Viola Davis – Ploty - Naomie Harrisová – Moonlight - Nicole Kidmanová – Lion - Octavia Spencerová – Skrytá čísla - Michelle Williamsová – Místo u moře |
| Nejlepší režisér | Nejlepší scénář |
| - Damien Chazelle – La La Land - Tom Ford – Noční zvířata - Mel Gibson– Hacksaw Ridge: Zrození hrdiny - Barry Jenkins – Moonlight - Kenneth Lonegran – Místo u moře                                    | - Damien Chazelle – La La Land - Tom Ford – Noční zvířata - Barry Jenkins – Moonlight - Kenneth Lonegran – Místo u moře - Taylor Sheridan – Za každou cenu |
| Nejlepší skladatel | Nejlepší původní píseň |
| - Justin Hurwitz – La La Land - Nicholas Britell – Moonlight - Jóhann Jóhannsson – Příchozí - Dustin O'Halloran a Hauschka – Lion - Hans Zimmer, Pharrell Williams a Benjamin Wallfisch – Skrytá čísla | - „City of Stars“ – Justin Hurwitz, Pasek and Paul – La La Land - „Can't Stop the Feeling“ – Max Martin, Shellback, Justin Timberlake – Trollové - „Faith“ – Ryan Tedder, Stevie Wonder, Francis Farewell Starlite – Zpívej - „Gold“ – Stephen Gaghan, Danger Mouse, Daniel Pemberton, Iggy Pop – Zlato - „How Far I'll Go“ – Lin-Manuel Miranda – Odvážná Vaiana: Legenda o konci svět |
| Nejlepší animovaný film | Nejlepší cizojazyčný film |
| - Zootropolis: Město zvířat - Kubo a kouzelný meč - Odvážná Vaiana: Legenda o konci světa - Můj život Cuketky - Zpívej                                                                                 | - Elle (Francie) - Božské (Francie) - Neruda (Chile) - Obchodní cestující (Írán/Francie) - Toni Erdmann (Německo) |

### Televize
| Nejlepší seriál (drama) | Nejlepší seriál (muzikál nebo komedie) |
| --- | --- |
| - Koruna - Hra o trůny - Stranger Things - Tohle jsme my - Westworld | - Atlanta - Black-ish - Mozart in the Jungle - Transparent - Viceprezident(ka) |
| Nejlepší herec (drama) | Nejlepší herečka (drama) |
| - Billy Bob Thornton – Goliath - Rami Malek – Mr. Robot - Bob Odenkirk – Volejte Saulovi - Matthew Rhys – Takoví normální Američané - Liev Schreiber – Ray Donovan      | - Claire Foy – Koruna - Caitriona Balfe – Cizinka - Keri Russell – Takoví normální Američané - Winona Ryder – Stranger Things - Evan Rachel Woodová – Westworld                                      |
| Nejlepší herec (muzikál nebo komedie) | Nejlepší herečka (muzikál nebo komedie) |
| - Donald Glover – Atlanta - Anthony Anderson – Black-ish - Gael García Bernal – Mozart in the Jungle - Nick Nolte – Exprezident Graves - Jeffrey Tambor – Transparent   | - Tracee Ellis Ross – Black-ish - Rachel Bloom – Crazy Ex-Girlfriend - Julia Louis-Dreyfus – Viceprezident(ka) - Sarah Jessica Parker – Rozvod - Issa Rae – Nesvá - Gina Rodriguez – Jane the Virgin |
| Nejlepší herec (minisérie nebo TV film) | Nejlepší herečka (minisérie nebo TV film) |
| - Tom Hiddleston – Noční recepční - Riz Ahmed – Jedna noc - Bryan Cranston – Nástupce - John Turturro – Jedna noc - Courtney B. Vance – American Crime Story            | - Sarah Paulsonová – American Crime Story - Felicity Huffmanová – American Crime - Riley Keough – Já, společnice - Charlotte Rampling – London Spy - Kerry Washingtonová – Svědectví                 |
| Nejlepší herec ve vedlejší roli | Nejlepší herečka ve vedlejší roli |
| - Hugh Laurie – Noční recepční - Sterling K. Brown – American Crime Story - John Lithgow – Koruna - Christian Slater – Mr. Robot - John Travolta – American Crime Story | - Olivia Colmanová – Noční recepční - Lena Headeyová – Hra o trůny - Chrissy Metz – Tohle jsme my - Mandy Mooreová – Tohle jsme my - Thandie Newton – Westworld                                      |
| Nejlepší minisérie nebo TV film | |
| - American Crime Story - American Crime - Garderobiér - Noční recepční - Jedna noc                                                                                      | |